# Marko Novaković
Marko Novaković –en serbio, Марко Новаковић– (Senta, 4 de enero de 1989) es un deportista serbio que compite en piragüismo en la modalidad de aguas tranquilas.
Ganó cuatro medallas en el Campeonato Mundial de Piragüismo entre los años 2014 y 2018, y cuatro medallas en el Campeonato Europeo de Piragüismo entre los años 2012 y 2018.
En los Juegos Europeos consiguió dos medallas, oro en Bakú 2015 (K2 200 m) y bronce en Cracovia 2023 (K4 500 m).

## Palmarés internacional
| Campeonato Mundial | Campeonato Mundial          | Campeonato Mundial | Campeonato Mundial |
| Año                | Lugar                       | Medalla            | Competición        |
| ------------------ | --------------------------- | ------------------ | ------------------ |
| 2014               | Moscú (Rusia)               | Medalla de oro     | K2 200 m           |
| 2015               | Milán (Italia)              | Medalla de plata   | K2 200 m           |
| 2017               | Račice (República Checa)    | Medalla de bronce  | K2 200 m           |
| 2018               | Montemor-o-Velho (Portugal) | Medalla de bronce  | K2 200 m           |
| Juegos Europeos    |                             |                    |                    |
| Año                | Lugar                       | Medalla            | Competición        |
| 2015               | Bakú (Azerbaiyán)           | Medalla de oro     | K2 200 m           |
| 2023               | Cracovia (Polonia)          | Medalla de bronce  | K4 500 m           |
| Campeonato Europeo |                             |                    |                    |
| Año                | Lugar                       | Medalla            | Competición        |
| 2012               | Zagreb (Croacia)            | Medalla de oro     | K1 200 m           |
| 2015               | Račice (República Checa)    | Medalla de plata   | K2 200 m           |
| 2016               | Moscú (Rusia)               | Medalla de oro     | K2 200 m           |
| 2018               | Belgrado (Serbia)           | Medalla de plata   | K2 200 m           |